# Shredding
Lo shredding è uno stile virtuosistico tipico di un chitarrista solista, basato su varie tecniche avanzate e complesse, in particolare passaggi e fraseggi di alto livello di difficoltà, tecnica e velocità.
Il termine è talvolta usato anche al di fuori del circuito metal dove si è maggiormente sviluppato, proposto da altri chitarristi virtuosi, in particolare di genere bluegrass e fusion.
Alcuni critici musicali hanno affermato che la shred è una tecnica associata al "finger-picking, agli arpeggi sweep-picked, all'uso di scale armoniche e diminuite, con un abuso del finger-tapping e della leva del vibrato," mentre altri sostengono che è un termine culturale piuttosto soggettivo usato da chitarristi e appassionati di composizioni per chitarra.
È comunemente usato in riferimento all'heavy metal, in cui è associato al fraseggio rapido, alle progressioni veloci su scala e arpeggi o ad effetti speciali ottenuti dall'uso della leva del vibrato. I chitarristi metal che suonano in stile "shred" usano la chitarra elettrica con un amplificatore per chitarra insieme a una serie di effetti elettronici come la distorsione, che aumenta il sustain (cioè la durata della vibrazione delle corde) e facilitano l'effetto di feedback.

## Storia
Molti chitarristi jazz negli anni '50 come Wes Montgomery, Les Paul, Barney Kessel, Tal Farlow e altri, svilupparono varie e più sofisticate tecniche esecutive, anche grazie a giri armonici più complessi rispetto ai contemporanei chitarristi blues come Muddy Waters, Chuck Berry o Buddy Holly.
Da alcune fonti Jimi Hendrix è considerato un antesignano dello shredding.

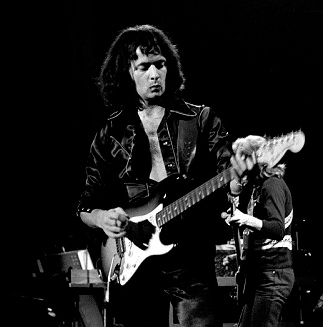
Ritchie Blackmore nel 1977

Ritchie Blackmore, meglio conosciuto come il chitarrista dei Deep Purple e dei Rainbow, è uno dei pionieri dello shredding, proposto con una miscela di jazz, blues, barocco e hard rock.
Nel 1978 Eddie Van Halen pubblicò Eruption, usando la tecnica del tapping. Il violinista Niccolò Paganini sviluppò tecniche simili che si potrebbero definire uno shredding ante litteram all'inizio del 1800, utilizzate anche nella musica popolare tradizionale turca; il primo esempio sulla chitarra fu nel 1932 di Roy Smeck.
La tecnica dello shred nasce dall'evoluzione dello sweep picking di cui autorevoli esponenti sono Yngwie Malmsteen e Frank Gambale.
Altri virtuosi del genere sono Jason Becker, Paul Gilbert e John Petrucci.